# Храмы Святителя Николая, Успения Богородицы и Святителя Тихона, Патриарха Московского, в Косине
Храмы святителя Николая, Успения Богородицы и святителя Тихона, патриарха Московского в Косине — три православных храма в Москве.

## Географическое расположение
На этой местности находятся три озера: Белое, Чёрное и Святое.

## История
Ещё до XVI века, до первого упоминания о Косине, у Святого озера появилась икона святого Николая Чудотворца, её почитали местные жители до XX века. Икона представляла собой девять изображений, три на три, общим размером 46,2 × 55 см. Центральная часть изображает Николая, верхние клейма повествуют о научении святителя грамоте, явлении Авлавия во сне и спасении Дмитрия от потопа. Слева от центра рассказано о том, как Николай спас троих людей от тюрьмы, справа — как он вылечил человека, которого мучили бесы. Нижний ряд: Николай спасает троих людей от меча, а сына Василия — от сарацин, перенесение мощей Николая.
После Куликовского сражения воины приходили на Святое озеро для исцеления ран.
Дата строения деревянного храма во имя святителя Николая не установлена. Первое упоминание о селе Косино датируется 1410 годом. С другой стороны, если это село, следовательно, храм уже был в нём. Историки считают, храм построен и освящён тогда, когда нашли икону святителя Николая.
С XVI века принят обычай входить в Святое озеро, читая молитву; об этом свидетельствуют монеты, которые нашли на дне озера во время правления Михаила Фёдоровича и его сына Алексея Михайловича.
Первое упоминание о храме святителя Николая Чудотворца датируется 1617 годом. Об это указывается в дарственной грамоте Михаила Фёдоровича. В 1673 году построен новый храм в честь святителя Николая Чудотворца. Храм представляет собой маленькое здание с двумя входами: западным и северным, иконостас трёхъярусный.
20 июня 1717 года в селе обретена икона Пресвятой Богородицы. С того дня, 20 июня (3 июля), местные обитатели отмечают этот день как праздник. Пётр I плавал по Белому озеру на ботике, здесь была построена пристань. В знак благодарности Пётр I подарил жителям села Косино икону из итальянского города Модены, её назвали потом Моденской.
С 1808 года к Моденской иконе приходили прихожане как к чудотворной: лечили голову, ноги, лёгкие, глаза и безчадие. В 1848 году в Косине разразилась эпидемия холеры, и по настоянию жителей икону доставили в село.
В 1812 году храм был разграблен, и прихожане сюда не приходили. В 1815 году поток прихожан в храм возобновился. Один из паломников писал:

Я давно знаю Косино, много раз бывал в нём и каждый раз уносил с собою невыразимо приятное воспоминание о нём. Как бы поздно не приехали туда, вы никогда не опоздаете. Народ идёт и едет сюда всю ночь, и огни в домах тушат на заре. На рассвете, чуть забрезжит заря, вас будит общая суматоха: на сеннике, в доме, на дворе, на улице, во всём селе. Всё поднимается и спешит на Святое озеро; охотник вы до воды или нет. Сотни богомольцев, людей всех званий, состояний, возрастов и пола, шли к Святому озеру, толпились на мосту, у часовни и в купальнях: по дороге множество нищих, хромых, слепых, увечных и т. п., так называемые «лазари», пели свои обычные духовные поэмы и по целому часу держали на весу чашки, куда прохожие бросали деньги. Наконец, я на озере: здесь за шумом и говором нельзя услыхать ни полслова: глазам тяжело смотреть на толкотню народа, и дрожь пробегает по телу, как вспомнишь, что вся эта суетливая масса держится на нескольких тоненьких дощечках, отделяющих её от 16-ти аршинной глубины озера, в двух шагах от которой стоят помост и часовня. Эта сцена купания повторяется после ранней обедни и после вечерни.
В 1818 году по проекту Дмитрия Лухманова построены два каменных храма: в честь Пресвятой Богородицы и святителя Николая. Первым стал храм Успения Пресвятой Богородицы. 28 мая 1822 года здесь побывал митрополит Московский и Коломенский Филарет. В 1823 году вместо деревянной построена каменная колокольня. По задумке, здесь должен был быть храм в честь святителя Николая. В 1824 году для колокольни отлит колокол массой 120 пудов. В 1826 году на молениях в храме Успения Богородицы были Мария Фёдоровна и Елена Павловна, это запечатлено на мраморной табличке. 26 октября 1826 года Свято-Никольский храм освящён. В 1839 году храмы огорожены решёткою. 18 августа 1841 года Дмитрий Лухманов умер и похоронен в храме Успения Богородицы на западе. 16 июля 1851 года крестьяне Косина переведены в казённое ведомство. В честь этого у Святого озера устроена аллея из тополей и храму пожертвована икона священномученика Афиногена с десятью учениками. В 1862 году при храме начала работу церковно-приходская школа. В 1875 году крестьяне создали для неё отдельное здание. В 1887 году здесь был иеромонах Аристоклий. В 1892 году построено деревянное здание, здесь находились сторожевая и церковная лавка.
В 1920 году в Косине пребывал Тихон, Патриарх Московский и всея Руси. В том же году с икон храма святителя Николая сняли оклады. В 1939 году были сброшены кресты. В 1940 году запретили богослужение. Во время Великой Отечественной войны в зданиях находились производства. В 1947 году храм в честь святителя Николая Чудотворца сильно пострадал от пожара. В 1950 году храмы отданы краеведческому музею. В 1957 году построен новый корпус для Косинской трикотажной фабрике, уничтожена часть Свято-Успенского храма.
В 1976 году найдена Моденская икона, затем её отреставрировали и вернули в Косино 2 июля 1991 года. В 1977 году началась воссоздание храмов. В 1986 году построен деревянный храм в древнерусском стиле. В 1990 году восстановлен храм святителя Николая, 16 ноября того же года освящён. 21 апреля 1992 года восстановлен храм Успения Пресвятой Богородицы. 7 апреля освещён храм 1986 года во имя святителя Тихона.

## Архитектура
Свято-Успенский храм выдержан в стиле русского классицизма. Купол имеет форму круга с одной главой. Храм имеет три входа: северный, западный и южный. Внутри сделано два возвышения: для Косинской иконы Божией Матери и иконы святителя Николая.